# Тальберг, Борис Александрович
Бори́с Алекса́ндрович Тальберг (1930[…] или 13 мая 1930, Москва — 16 февраля 1984, Москва) — советский художник-монументалист, график и живописец. Заслуженный художник РСФСР (1978), лауреат премии Ленинского комсомола (1972) и Государственной премии СССР (1981). Входил в число так называемых «монументалистов-шестидесятников» — группы художников, ставших видными представителями этого направления в СССР в 1960-х годах.

## Биография
Родился в 1930 году в Москве.
В 1949—1952 годах учился на факультете монументальной живописи Московского института прикладного и декоративного искусства под руководством Г. И. Рублёва. В 1955 году окончил Ленинградское высшее художественно-промышленное училище им. В. И. Мухиной. В 1957 году вступил в члены Союза художников СССР.
В 1962 году в Москве Тальберг выполнил свою первую самостоятельную роспись — мозаику «1812-й год» на фасаде музея «Бородинская панорама». Ритмичная композиция представлена отдельными многофигурными вставками, отражающими ход событий Бородинского сражения. Редким явлением для монументальной живописи 1960-х годов стал портрет М. И. Кутузова, ставший частью общей композиции
В 1966 году Тальберга избрали членом правления Московской организации Союза художников СССР, где в 1966—1972 годы он возглавлял секцию монументальной живописи. В 1968 году его избрали членом правления Союза художников СССР.
Во второй половине 1960-х годов Тальберг работал в Свердловской области. Наиболее известными его работами на Урале стали мозаики «Человек и природа» и «Человек и технический прогресс» на фасаде Дворца культуры Первоуральского новотрубного завода, а также панно «Освобождённый человек» на фасаде спорткомплекса «Урал».
В 1972 году Б. А. Тальберг был удостоен премии Ленинского комсомола за витраж «Берегите жизнь на Земле». В 1981 году — Государственной премии СССР за работу «Гостеприимная Россия».
Одной из последних работ Б. А. Тальберга стала мозаика с изображениями К. Э. Циолковского, С. П. Королёва и Ю. А. Гагарина, украшающая интерьер Центра управления полётами в Королёве.
Скончался 16 февраля 1984 года в Москве. Похоронен на Кунцевском кладбище.

## Известные работы в области монументальной живописи
- Роспись в интерьере гостиницы «Юность» (Москва, 1960)
- Панно на фасаде здания Музея-панорамы «Бородинская битва» (Москва, 1962)
- Роспись в Посольстве СССР в Бельгии (Брюссель, 1963)
- Мозаичное панно на фасаде Дворца культуры Первоуральского новотрубного завода (1965)
- Мозаичное панно «Освобождённый человек» на фасаде спорткомплекса «Урал» (Свердловск, 1968)
- Комплекс художественных произведений для санатория «Южный» (Форос, 1979)
- Мозаика, декоративная скульптура и светильники в концертном зале Олимпийской деревни (Москва, 1980)

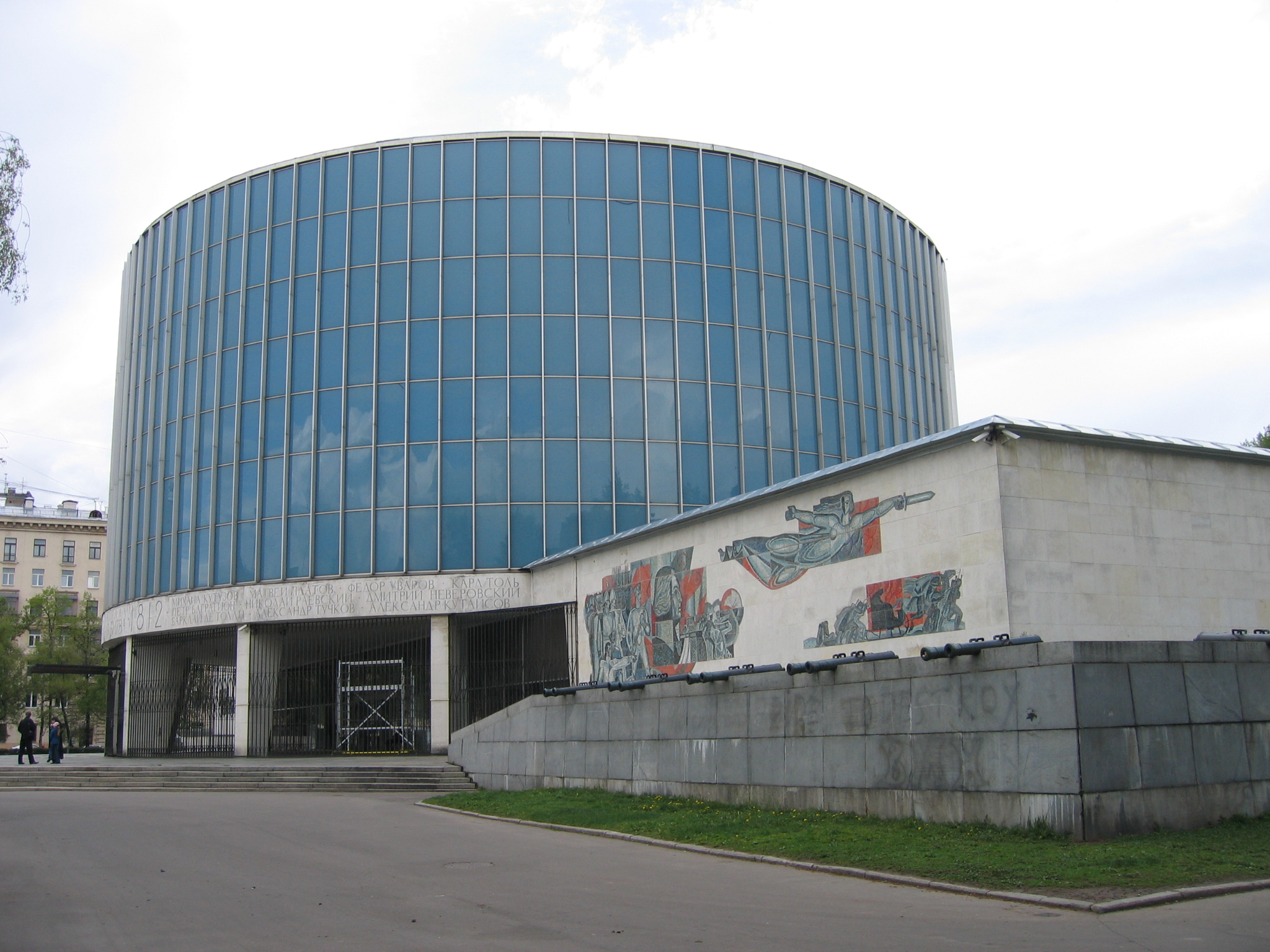
Мозаика «1812-й год» на фасаде музея «Бородинская панорама» (Москва, 1962)
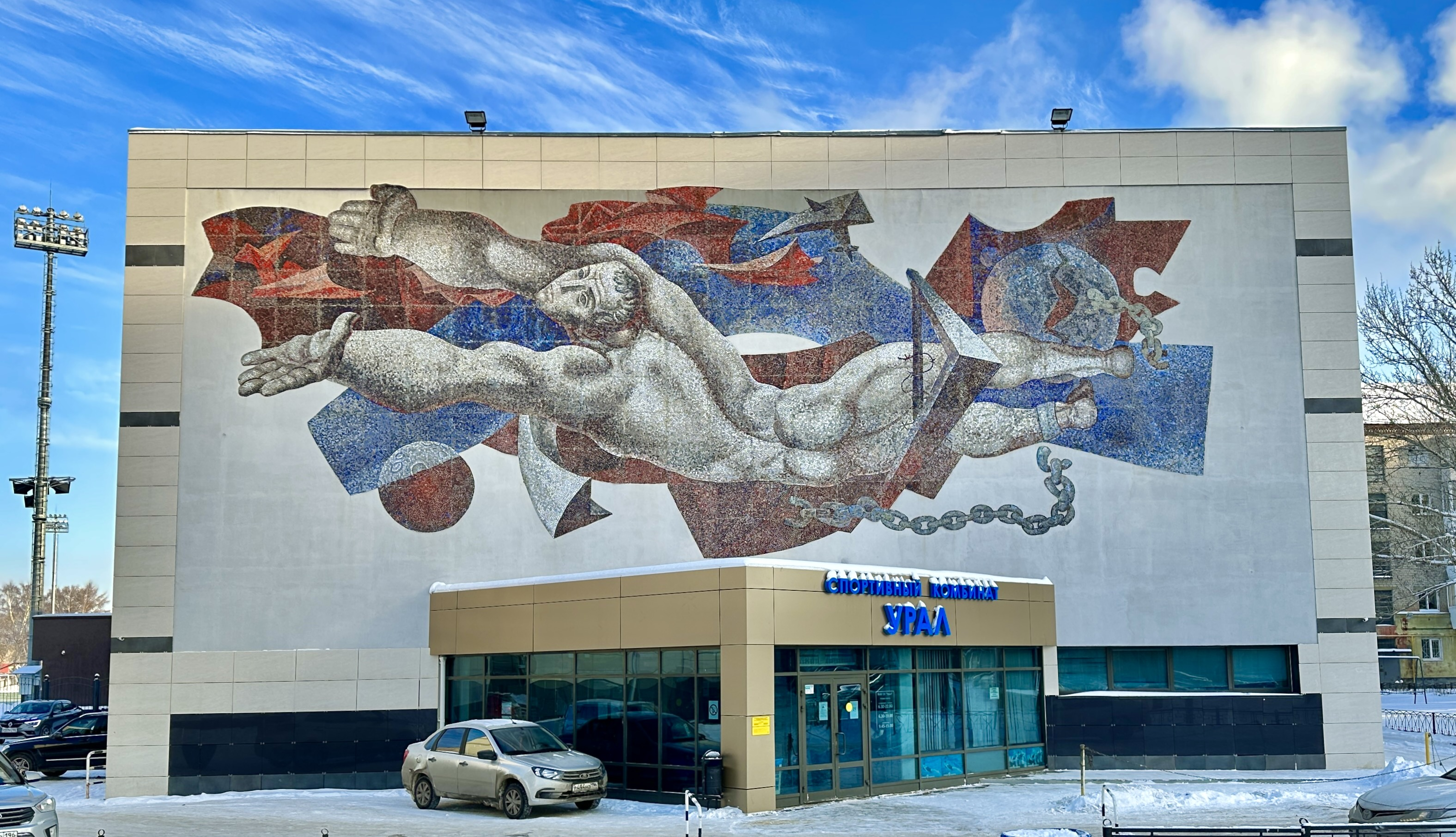
Мозаика «Освобождённый человек» на фасаде спорткомплекса «Урал» (Свердловск, 1968)
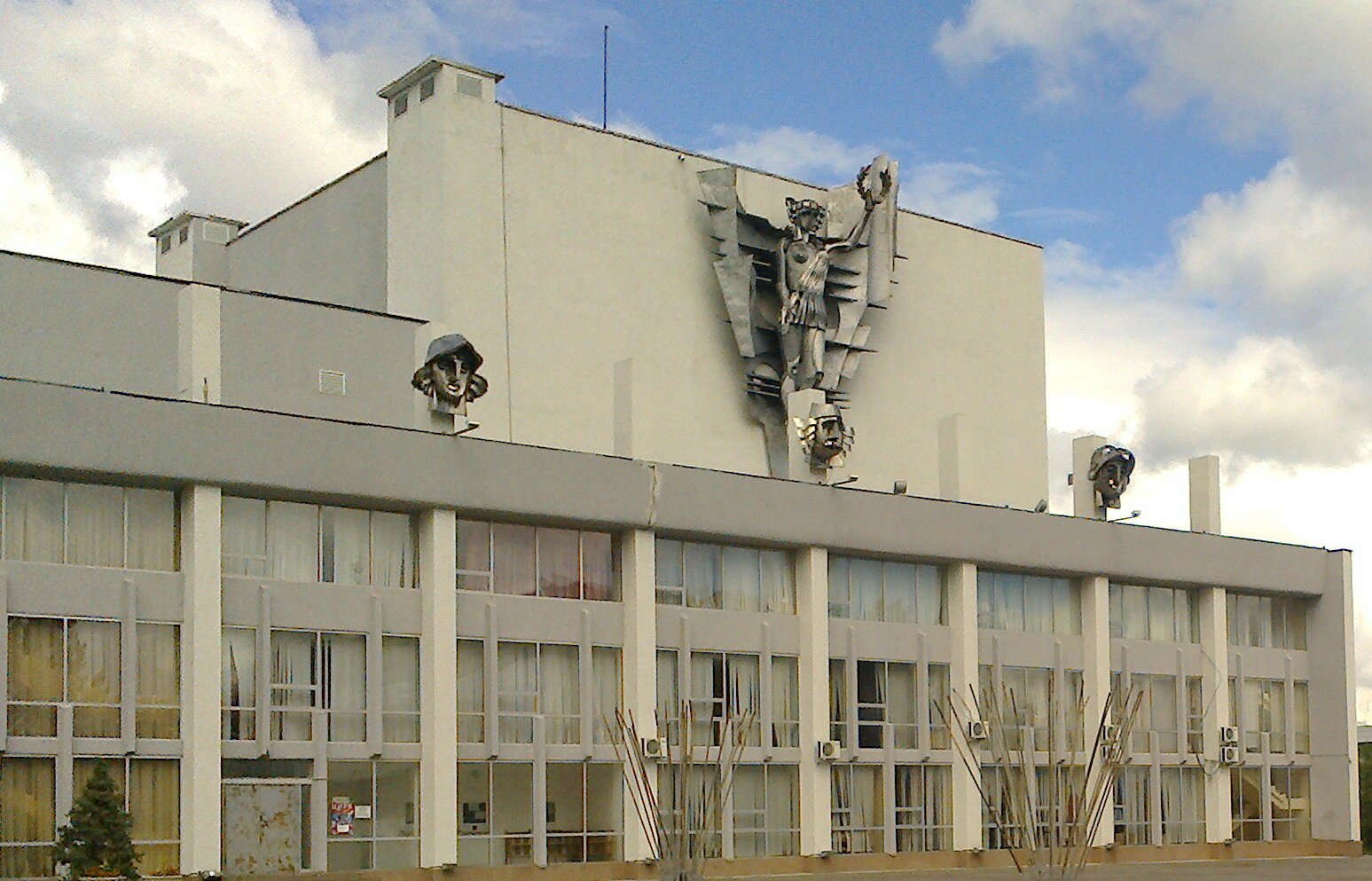
Композиция «Слава труду» на фасаде ДК Металлургов (совм. с Е. И. Прохоровым, Темиртау, 1974–1975)
Мозаика на фасаде Абаканского театра (Абакан, 1977)
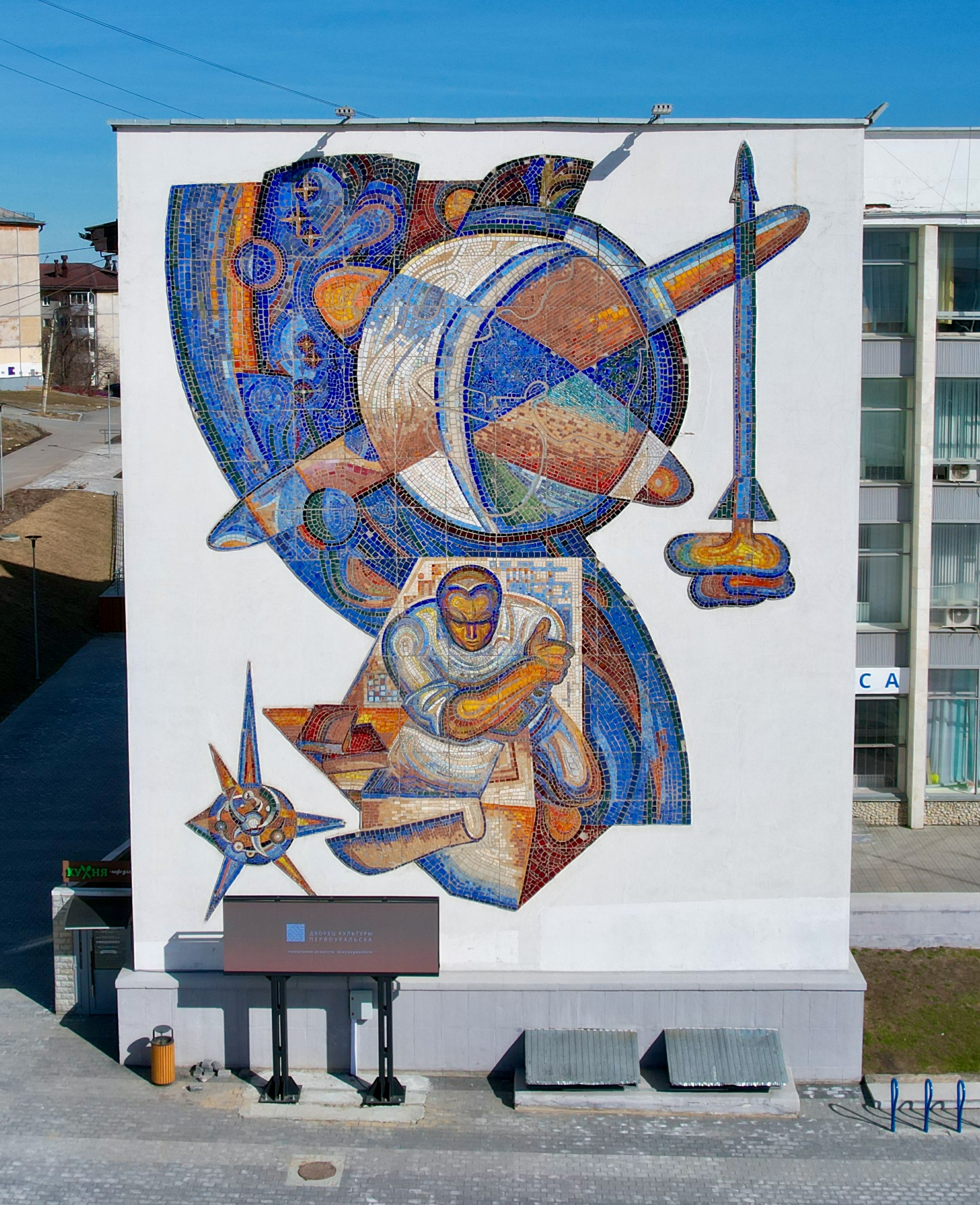
Мозаика на фасаде ДК ПНТЗ (Первоуральск, 1965)
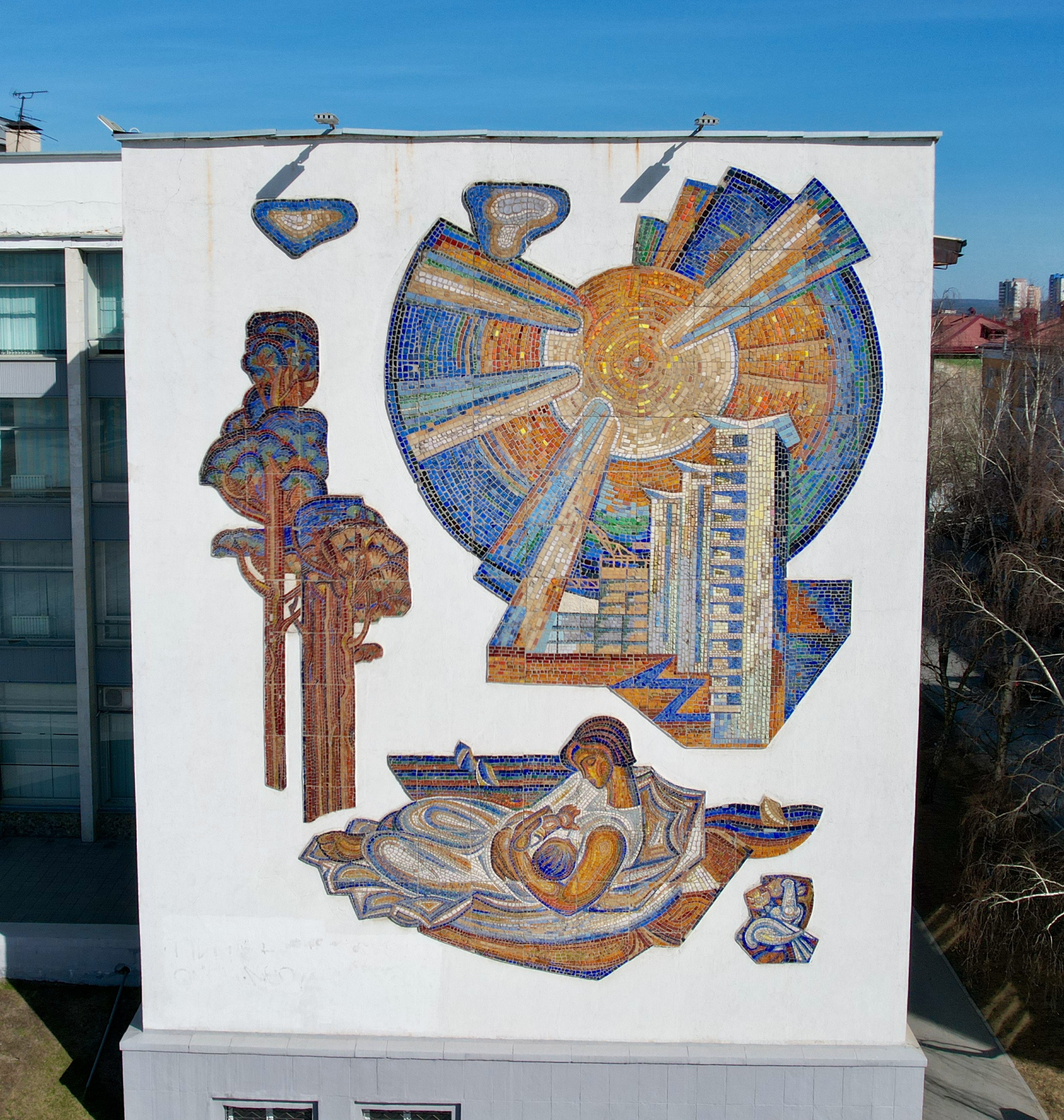
Мозаика на фасаде ДК ПНТЗ (Первоуральск, 1965)

## Участие в выставках
- Всесоюзная юбилейная художественная выставка (Москва, 1957, 1967, 1970)
- Советская промышленная выставка (Лондон, Рио-де-Жанейро, 1961)
- Выставка «Монументальное искусство СССР» (Москва, 1962, 1967)
- Выставка «Монументальное искусство СССР» (Бухарест, 1973)

## Критика
Искусствовед В. Е. Лебедева отмечала обилие символики и литературных ассоциаций в работах Тальберга. Также, по её мнению, художнику, не обращаясь напрямую к эмоциям зрителя, удавалось создать эффект интеллектуального восприятия произведений.
С. Н. Крылов не соглашается с Лебедевой в части сложных литературных ассоциаций на примере мозаики «Освобождённый человек», считая экспрессию художественных форм основным авторским замыслом.
В графике Тальберга 1970-х годов О. В. Костина отмечала динамичность образов и игру теней. В рисунках с натуры, по её мнению, художник умело подчёркивал характер моделей и индивидуальность человеческого тела. В изображениях спортсменов — одной из наиболее частых тем произведений художника — Костина усматривает идею активного отношения человека к жизни.